# Bloqueio do ramo esquerdo do feixe de His
Bloqueio do ramo esquerdo do feixe de His é uma perturbação de condução intraventricular na qual o impulso eléctrico provindo do nódulo aurículo-ventricular não passa através do ramo esquerdo do feixe de His, mas apenas através do ramo direito do feixe de His, sendo que a duração do complexo QRS é maior ou igual a 120 ms. Se for menor que 120 ms, actualmente já se considera não um Bloqueio Incompleto do Ramo Esquerdo, como se descrevia há 20 anos, mas apenas como uma perturbação na condução intraventricular ao nível do ramo esquerdo do Feixe de His, reforçando a ideia de um atraso na condução ao nível deste ramo.